# Урлуја (Констанца)
Урлуја (рум. Urluia) насеље је у Румунији у округу Констанца у општини Адамклиси. Oпштина се налази на надморској висини од 28 m.

## Становништво
Према подацима из 2002. године у насељу је живело 328 становника, од којих су сви румунске националности.